# Repositori d'objectes d'aprenentatge
Un repositori és un sistema que proporciona accés a col·leccions d'objectes d'aprenentatge. A diferència d'una biblioteca, on només es poden agafar en préstec els recursos, els usuaris d'un repositori poden aportar a la col·lecció els seus propis objectes d'aprenentatge o d'altres que considerin rellevants.
Els repositoris d'objectes d'aprenentatge són llocs per a distribuir i intercanviar continguts, i així les comunitats d'usuaris que s'agrupen entorn de cadascun d'aquests repositoris s'enriqueixen a si mateixes gràcies a les contribucions dels seus membres. Els membres d'un repositori, alhora, troben en el repositori materials que els poden ser útils, aporten valoracions sobre recursos d'altres membres i estableixen relacions socials o professionals entre ells.

## Definició i funcionalitats

### Definició
Encara que la característica fonamental que tenen és facilitar l'accés a materials educatius en format digital, hi ha molts repositoris que no emmagatzemen els recursos educatius en si, sinó solament informació sobre aquests recursos (que es coneix com a metadades) i un enllaç a la localització real. Aquest model, anomenat sovint repositori de referències o referatory en anglès, fa possible localitzar un mateix recurs per mitjà de diferents repositoris. Tot i això, el terme repositori se sol fer servir de tal manera que engloba aquests dos tipus i no solament per a referir els sistemes que emmagatzemen físicament els recursos.
En conseqüència, podem definir el terme d'una manera més completa:
| Un repositori d'objectes per a l'aprenentatge és un sistema programari que emmagatzema recursos educatius i les metadades d'aquests recursos (o tan sols aquests recursos), i que proporciona algun tipus d'interfície de cerca dels recursos esmentats. |

### Funcionalitats
La funcionalitat bàsica d'un repositori és la cerca d'objectes d'aprenentatge. Aquesta cerca es pot oferir mitjançant interfícies interactives per a ús de persones, o bé mitjançant interfícies de consulta que puguin ser consultades per agents programari, per exemple mitjançant serveis web. La cerca mitjançant els habituals mecanismes de recuperació d'informació de propòsit general (com els que usen els cercadors d'Internet) es complementa sovint amb una cerca guiada per les metadades, en què es permet buscar informació en els diferents camps de metadades dels objectes d'aprenentatge emmagatzemats.
Una altra característica essencial d'un repositori d'objectes d'aprenentatge consisteix a permetre l'avaluació de la qualitat dels recursos. Alguns usuaris experts, de manera voluntària o nomenats pels responsables del repositori, avaluen els recursos que aporten altres usuaris i en determinen la qualitat i adequació al repositori. Sovint, també emeten judicis o avaluacions que són molt útils per a ajudar altres usuaris a discriminar els recursos per la qualitat o per l'adequació al tema que els interessa.
En alguns repositoris els usuaris poden enriquir la col·lecció, aportant informació sobre els recursos mitjançant etiquetes (tags), valoracions personals sobre la qualitat que tenen (per exemple, en una escala d'una a cinc estrelles) o la inclusió d'informació sobre la seva experiència en l'ús del recurs.
D'altra banda, és essencial que els repositoris implementin alguns mecanismes bàsics de gestió, com ara la regulació dels drets de propietat intel·lectual dels continguts, o polítiques específiques d'actualització i manteniment tant del repositori com dels materials que conté.
Una altra característica desitjable és la inclusió de mecanismes d'integració i interoperabilitat
 com ara la federació i cerca en altres repositoris, la integració amb sistemes gestors de l'aprenentatge, el suport per a serveis web, o la implementació d'una interfície per a programació d'aplicacions (application program interface, API) que faciliti a altres aplicacions extreure informació del repositori.

### Usuaris
En un repositori d'objectes d'aprenentatge podem identificar diferents rols d'usuari, cadascun amb un paper important i en certa manera dependent del paper que tenen els altres usuaris:
- Els usuaris, que accedeixen al repositori per buscar materials, i baixar un o diversos objectes d'aprenentatge. Dins d'aquests usuaris, podem distingir entre:
  - Els professors, l'objectiu dels quals és localitzar recursos que podran reutilitzar més endavant en els seus cursos.
  - Els estudiants o altres usuaris, que busquen objectes d'aprenentatge amb l'objectiu d'ampliar el coneixement o complementar la formació sobre un tema.
- Els avaluadors, experts en una matèria que avaluen i enriqueixen les descripcions dels objectes d'aprenentatge en la seva àrea del coneixement, i faciliten així les cerques a altres usuaris.
- Els administradors, que supervisen que els recursos amb què altres usuaris contribueixen a la col·lecció s'ajustin a la filosofia i als objectius del repositori i que es compleixen les polítiques definides sobre propietat intel·lectual, interès de la comunitat, etc.

Pel que fa al comportament i a l'actitud respecte al repositori, Ovelar y Díaz classifiquen els usuaris en quatre categories:
- Usuaris que intercanvien de forma oberta continguts reutilitzables, en un format estàndard i amb metadades vàlides. Es tracta d'usuaris que entenen els avantatges de compartir.
- Usuaris que intercanvien continguts dins d'una comunitat tancada i limitada a no gaires persones (per exemple, un departament). En general es tracta de repositoris que reuneixen sense classificar objectes d'interès general amb d'altres d'interès particular, no etiquetats amb metadades o etiquetats de manera només comprensible per a membres de la comunitat.
- Usuaris que potencialment poden posar materials a la disposició de la comunitat, sempre que hi hagi un mediador que s'ocupi de validar les seves metadades o convertir els materials a formats interoperables (per exemple, SCORM).
- Usuaris que busquen recursos però que no contribuïxen a la col·lecció.

## Repositoris més rellevants
Avui dia, els repositoris generalistes més coneguts i més utilitzats són MERLOT  a escala internacional i ITE a escala nacional . No solament hi ha aquests, però, ja que només a escala nacional, per exemple, es pot esmentar un bon nombre de repositoris d'àmbit autonòmic com RODA  Arxivat 2015-04-02 a Wayback Machine., la Mediateca d'Educamadrid , les "zones virtuals" de recursos d'ús lliure del portal d'educació de la Junta de Castella i Lleó  o Alexandria , però sí que són els més àmpliament reconeguts i utilitzats.
Encara que comparteixen bastantes característiques, fonamentalment que tots dos proporcionen accés lliure a diferents tipus de recursos didàctics en format digital, entre MERLOT i el repositori de l'ITE també hi ha diferències notables, com ara la revisió dels materials o les modalitats d'accés. A continuació comentarem més a fons aquests dos repositoris i en descriurem les característiques principals.

### MERLOT
MERLOT  són les sigles de multimedia educational resource for learning and online teaching ('recursos educatius multimèdia per a l'ensenyament i l'aprenentatge en línia'). Es tracta d'un repositori internacional, d'accés lliure i que conté recursos oberts dissenyats al principi per professors i estudiants d'educació superior. L'objectiu principal d'aquest repositori és millorar l'efectivitat de la docència i l'aprenentatge, difonent la quantitat i qualitat de materials electrònics d'aprenentatge revisats entre iguals (peer-reviewed) que es poden incorporar amb facilitat a diferents cursos.
Algunes de les característiques principals de MERLOT són:
1. Els materials són recursos en línia per a millorar l'aprenentatge i la docència en l'educació superior.
2. Dona suport al desenvolupament de comunitats d'ensenyament i aprenentatge, a col·leccions personals i comunitàries.
3. Inclou enllaços a milers de materials, exemples de treball, avaluacions dels materials fetes per usuaris particulars i també panels d'experts.
4. L'ús i subscripció al repositori és gratuït.
5. Permet als membres de la seva comunitat contribuir amb materials, comentaris o avaluacions de recursos aportats per altres membres. Així i tot, no cal registrar-se com a membre per a utilitzar MERLOT.

### Repositori de l'ITE
A Espanya, l'Institut de Tecnologies Educatives (ITE) ) és la unitat del Ministeri d'Educació responsable de la integració de les TIC en les etapes educatives no universitàries. Des de 1999 convoca (abans amb l'antiga denominació, CNICE) un certamen anual per a premiar materials per a l'aprenentatge dissenyats en suport multimèdia que es puguin utilitzar a l'aula. El repositori s'amplia periòdicament amb aquests excel·lents materials, que es poden reutilitzar tots i als quals es pot accedir de franc.
Aquest repositori ofereix materials per a diferents grups d'usuaris per mitjà de diferents seccions:
- La web de nens i nenes ofereix els recursos educatius per a educació infantil i primària.
- La web de joves facilita objectes d'aprenentatge per a secundària, batxillerat i formació professional, organitzats tots per grups de matèries.
- La web de pares i mares ofereix recursos i orientacions per a famílies amb membres en edat escolar.
- La web d'adults facilita recursos específics per a aquest grup d'usuaris.

A part de l'alta qualitat dels materials, i de la classificació per grups d'edat i matèries, una característica interessant d'aquest repositori és que ofereix programari educatiu dissenyat per a fer-lo servir a l'aula, classificat per matèria, per etapa educativa i per convocatòria dels premis anuals. Fins i tot es poden baixar els materials com a imatge ISO, i això permet gravar un CD o DVD per a utilitzar el recurs en ordinadors no connectats a Internet.

### Altres repositoris
Uns altres esforços rellevants en el camp dels repositoris són els següents:
- El MIT OpenCourseWare  és un repositori de continguts educatius oberts per a professors, estudiants o en general qualsevol persona que es vulgui autoformar. El repositori dona suport a la missió del MIT d'avançar “en l'educació i el coneixement”, i està orientat a arribar a valors com l'excel·lència, la innovació o el lideratge. Conté materials dels cursos del MIT i no necessita registre per a buscar i utilitzar aquests cursos. Llançat el 2001, avui ofereix materials de més de dos mil cursos oficials impartits pel MIT. Una característica rellevant és la participació voluntària en el projecte dels professors autors dels materials. Entre els recursos que s'ofereixen de franc hi ha materials com apunts, enunciats de problemes, plans d'estudi, exàmens, simulacions i videoconferències.
- The Gateway  és un consorci sense ànim de lucre fundat el 1996 amb l'objectiu de servir d'ajuda de franc als educadors de tots els nivells en la funció docent. Per a això proporciona accés a més de cinquanta mil plans de lliçons, dissenys instruccionals i altres recursos educatius basats en Internet. Els recursos se solen proporcionar en diferents formats per a millorar l'organització i accessibilitat de les col·leccions de materials més importants. Per a garantir la qualitat, les institucions que hi vulguin contribuir han de sol·licitar l'ingrés en el consorci, sol·licitud que s'estudia mitjançant un detallat procés de revisió. Pel que fa als recursos, es fa un estudi de qualitat per col·leccions. Així, abans de posar a la disposició dels usuaris una nova col·lecció, se n'avalua l'autoritat, qualitat i disponibilitat sobre la base de criteris elaborats i adoptats pel consorci de Gateway.
- Wisc-Online  és un repositori de recursos multimèdia per a l'aprenentatge. Desenvolupat per professors del Wisconsin Technical College System, està orientat a estudiants de totes les edats i de totes les disciplines acadèmiques. Els materials són dissenyats per educadors i desenvolupats en Flash per experts en multimèdia. En Wisc-Online, els educadors poden veure, utilitzar i enllaçar els recursos disponibles de manera gratuïta, però hi ha un cost per a baixar els objectes d'aprenentatge (per exemple, si es volen incloure com a part de nous recursos).
- Connexions  és, segons la seva pròpia definició, un lloc per a trobar i compartir material educatiu. En la terminologia pròpia de Connexions, els objectes d'aprenentatge que no tenen tanta granularitat s'anomenen mòduls. Aquests mòduls es poden reutilitzar i assemblar per a conformar cursos, llibres, informes, o altres materials més complexos. El repositori facilita eines perquè qualsevol persona pugui ser autor, crear nous mòduls i compartir-los amb la resta d'usuaris.
- eLera  és el repositori d'una comunitat de professors i investigadors especialitzats a avaluar els objectes d'aprenentatge. Encara que manté una base de recursos i dona suport a la comunicació i col·laboració entre els investigadors, avaluadors i usuaris de recursos d'aprenentatge, és conegut sobretot per l'instrument d'avaluació LORI.
- JORUM , repositori afavorit pel comitè d'experts en tecnologies aplicades a l'educació del Govern britànic (JISC ) que ofereix recursos de qualitat aportats per la comunitat d'educació superior i universitària del Regne Unit. L'objectiu d'aquest repositori és recopilar i compartir els materials d'ensenyament i aprenentatge de qualitat i fomentar-ne la reutilització.
- Agrega [Enllaç no actiu], federació de repositoris amb recursos per a educació reglada no universitària. Els continguts estan organitzats curricularment segons el sistema educatiu espanyol. Es va crear com a iniciativa global de Red.es, el Ministeri d'Educació i les comunitats autònomes amb l'objectiu de compartir i potenciar l'ús de continguts educatius digitals entre el professorat i l'alumnat de totes les comunitats autònomes. En les cerques inclou el repositori de l'ITE.
- EducarChile , portal educatiu de la Fundació Xile i el Ministeri d'Educació xilè, és potser el millor repositori d'objectes d'aprenentatge en espanyol de Llatinoamèrica. Ofereix nombrosos continguts d'interès, recursos per a professors i estudiants com ara activitats, fitxes temàtiques, jocs, programari educatiu, vídeos, sons i animacions, i tot plegat organitzat per categories.
- I molts d'altres amb un abast restringit a determinades àrees de coneixement o a comunitats d'usuaris més específiques, com ara SMETE Arxivat 2008-08-27 a Wayback Machine. (repositori que dona accés federat a les col·leccions de diverses biblioteques de recursos educatius sobre ciència, matemàtiques, enginyeria i tecnologia per a tots els nivells educatius), Engineering Pathway (repositori amb recursos sobre ciències aplicades, matemàtiques, enginyeria i computació que ofereix registres de metadades en format IEEE LOM) o el racó del professor de la productora nord-americana de documentals per a televisió Frontline .